# Étienne Delrieux
Étienne Delrieux est un peintre français né à Toul le 30 novembre 1833, mort à Paris 15e le 29 juillet 1881.

## Œuvres conservées dans les musées
- Bowes Museum, Barnard Castle, Paysage, huile sur toile, 0,75 x 0,95. En 1885, donné par les fondateurs du musée John & Joséphine Bowes, avec l’ensemble de leurs collections ; numéro d’inventaire : B.M.248
- Paris, Musée du quai Branly - Jacques-Chirac, Caravansérail en Afrique, Eau-forte sur papier : 22,1 x 30,5cm, don d’A. Rinjard[3].

## Salons
- Lyon
  - 1866, n° 250, L'Indiscrète, son adresse indiquée sur le livret est rue Neuve-des-Capucines, chez M. Laisney, Paris.

- Paris
  - 1866, n° 546, Un braconnier ; paysage,  adresse :  rue Letellier, 11.
  - 1867, n° 468, Une boutique de fruitier dans un village d’Espagne , adresse, idem.
  - 1869, n° 703, Après la bataille, adresse, idem.
  - 1870, n° 796, Naufragé sur un écueil, adresse idem.
  - 1874, n° 582, Charge de cuirassiers, adresse : rue Chevert, 15.
  - 1875, n° 693, L’Invasion, adresse : rue Chevert, 19
  - 1876, n° 617, Attaque de nuit d’une maison fortifiée, adresse : idem
  - 1880,n° 1091, Intérieur de forge,0,60x 0,73, (appartient à M. Ch. Matthieu)[4], adresse : rue Chevert, 19.
- Rouen
  - 1869, n° 106, Une boutique de fruitier dans un village d’Espagne [5].

## Fortune critique
Théodore Véron, Dictionnaire Véron, Paris, Bazin, 1880, p. 316 : Delrieux, Etienne - Cet « Intérieur de forge» a de grandes intentions d’effet, mais il est un peu confus ! Solide talent, qui s’épanouira avec l’étude .